# 2010年のエイヤフィヤトラヨークトルの噴火による交通麻痺

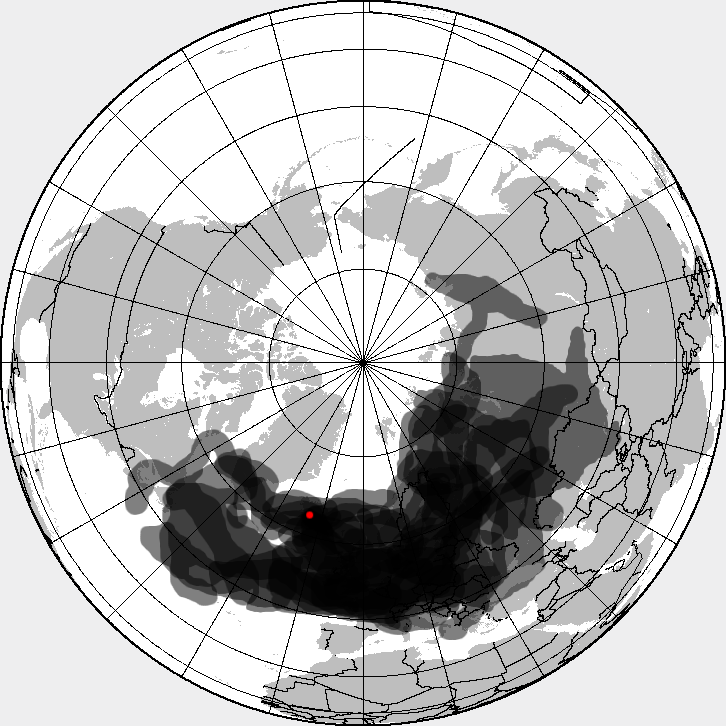
2010年4月14日から25日にかけての火山灰の雲を合成した地図。London Volcanic Ash Advisory Centreのウェブサイト（英国、イギリス気象庁）のデータに拠る。

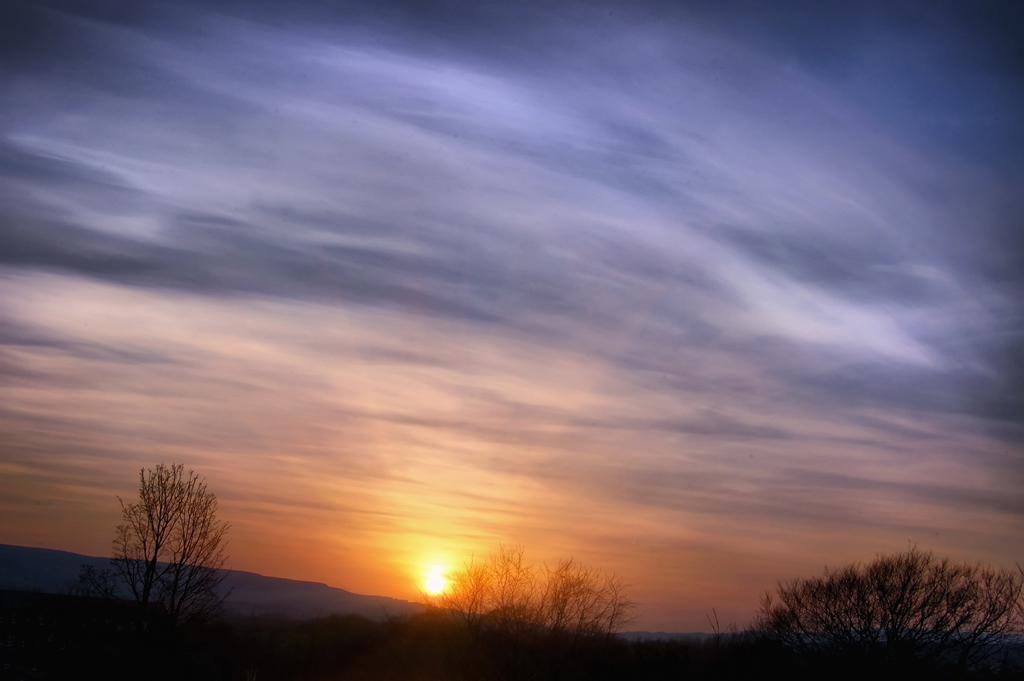
大気中に浮遊する塵は沈む太陽からの光を散乱させる。そして、航空機の飛べない期間、イングランドのリーズ・ブラッドフォード国際空港の飛行経路上にはこのような火山のラベンダー色 (volcanic lavenders) が出現した。

2010年のエイヤフィヤトラヨークトルの噴火による交通麻痺（2010ねんのエイヤフィヤトラヨークトルのふんかによるこうつうまひ）は、アイスランドの氷河に覆われた火山エイヤフィヤトラヨークトル (Eyjafjallajökull) の噴火により噴出した火山灰が、ヨーロッパ大陸上空に広く滞留した結果、多数の航空便が欠航して社会的活動に支障をきたした自然災害である。航空便の発着が大きな規模で中止され、代替交通手段となった陸上交通機関と海上航路も混乱した。

## 噴火
エイヤフィヤトラヨークトル氷河では、2009年末に火山活動に伴う地震が観測されていた。2010年3月20日に1度目の噴火が起こり、火山爆発指数 (VEI) 1 を記録した。
4月14日、2度目の噴火が起こる。主に炎と溶岩を噴出した3月の噴火とは異なり、火山灰は上空約1万6000メートルに達して南下し、イギリス北部に到達後、欧州北部と中部のほぼ全域に到達、4月18日にはスペイン北部に到達。飛行中の航空機のエンジンが停止する事態を避けるため、18日には約30カ国で空港閉鎖となった。
噴火はさらに続き、噴煙は4月17日には高さ9000メートルまで達し、火山灰は4月18日にロシアのウラル山脈まで到達する見込みであり、当局者は「航空路の混乱は数日続く見込み」としていた。LIDARによる英国での4月16日の観測では、噴煙は高度3,000メートルから降下し1,500メートルにまで達した。

## 噴煙の広がり
空気中に火山灰が拡散したことにより、ヨーロッパにおける多数の国で領空が封鎖され、航空便の飛行が不可能となった。これにより、ヨーロッパにおける航空便フライトはもちろんのこと、ヨーロッパ以外の地域からヨーロッパへ向う航空便もキャンセルされていった。4月16日のUTC20:00頃には、カザフスタンまで火山灰は到達。
2010年4月17日には噴火活動が多少弱まったものの、噴火にともなう噴煙が数キロメートル上空まで舞い上がっていた。ジェット気流の流れから、噴煙雲の影響は少なくとも4月21日まで持続すると予測されていた。航空各社はテスト飛行を行い、徐々に航空機の運航再開が行われていった。
5月に入っても火山活動は続いていたが、5月16日に再度活動の活発化が報告され、イギリス、アイルランド、オランダなど、再び空港の閉鎖を行う国が現れる。
5月16日になると、火山灰がイギリス上空へと南下した影響から、イギリス中部のマンチェスターやバーミンガム、またアイルランドの空港が新たに閉鎖されていった。これにつづき、ヒースロー空港も現地時間5月17日午前1時から閉鎖された。この他、オランダでも17日より一部の空港の閉鎖が伝えられた。

## 影響

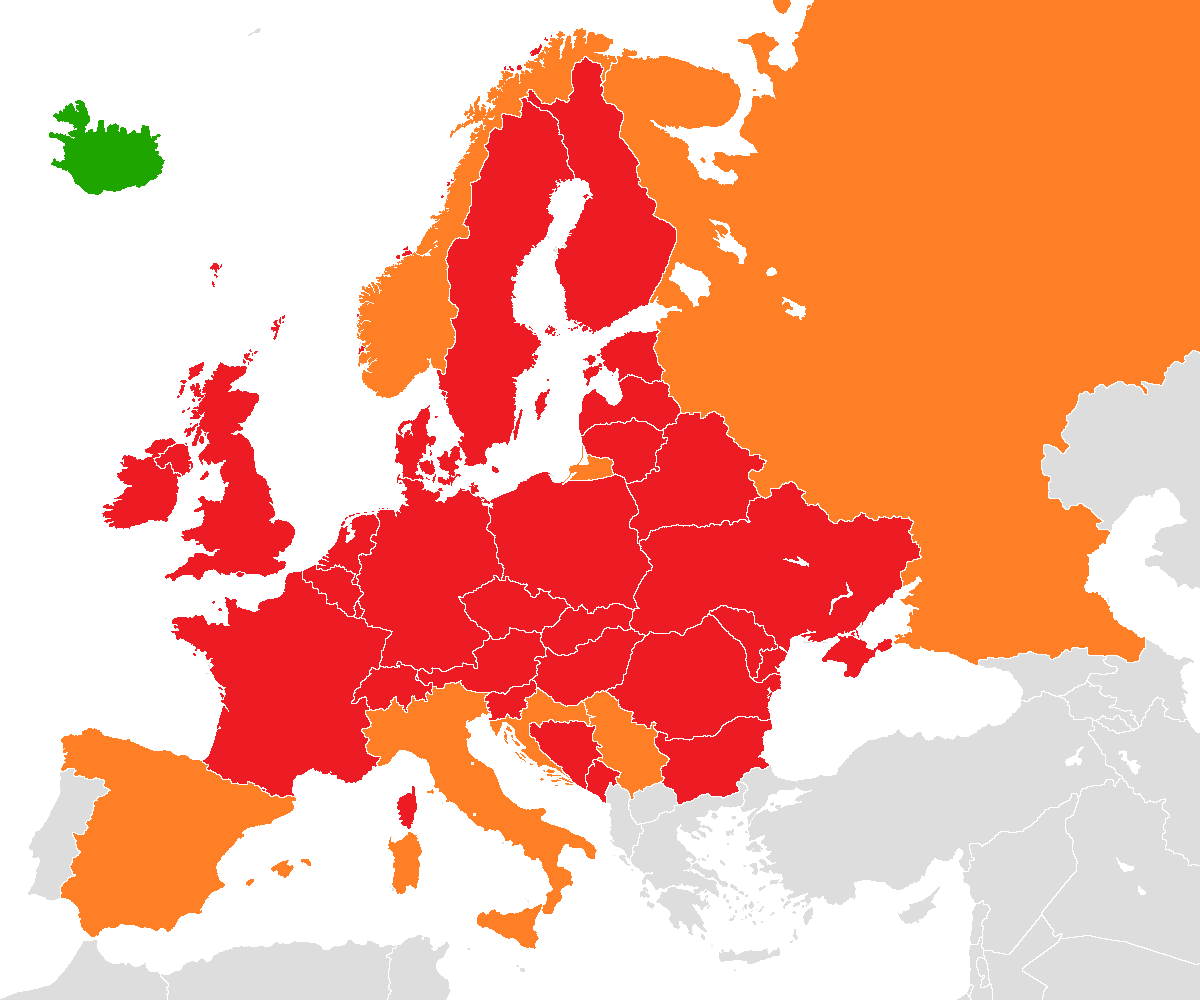
赤：領空封鎖、橙：部分封鎖 - 2010年4月18日時点

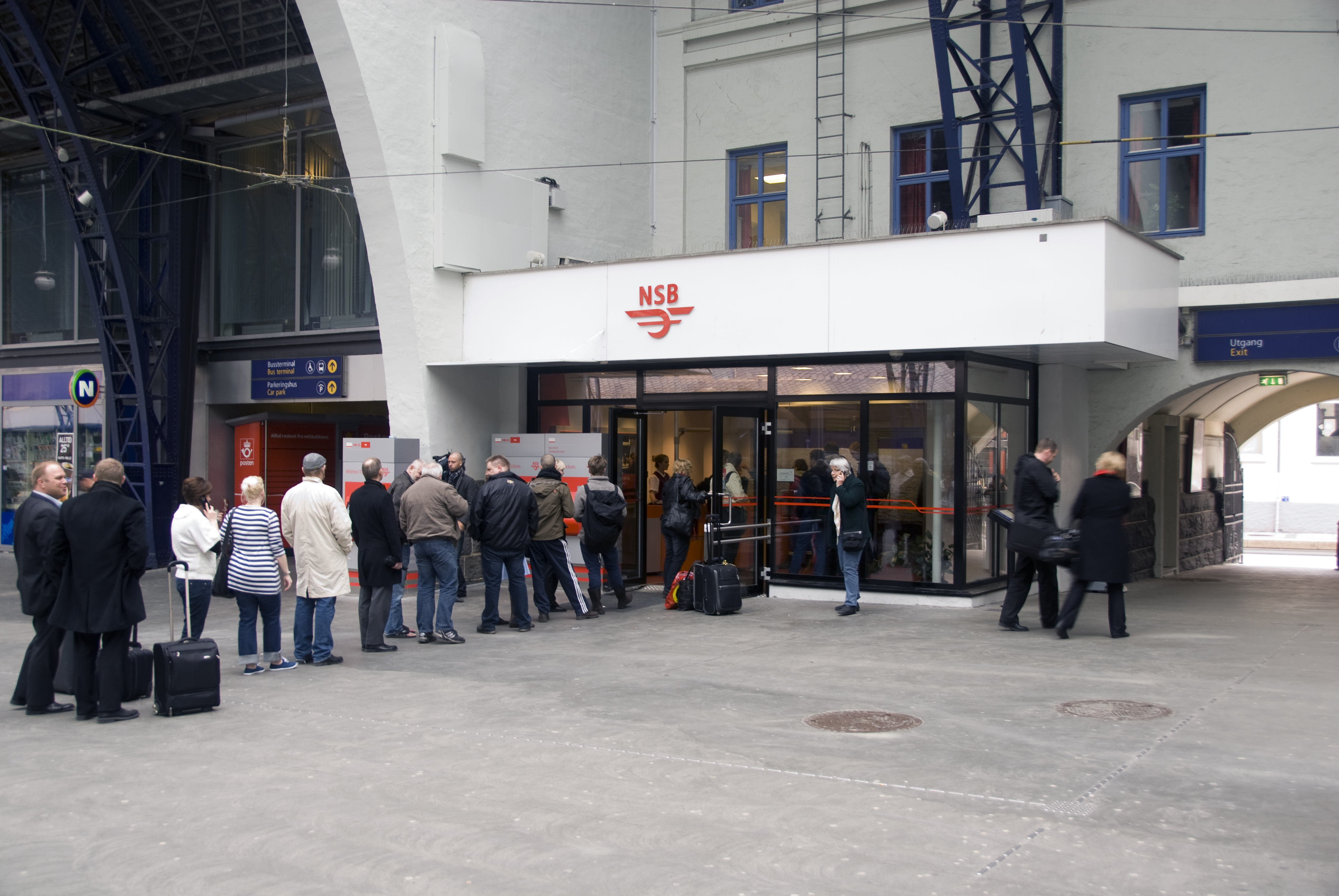
空港が閉鎖されたため駅に集まる乗客。ノルウェー国鉄のベルゲン駅での様子。

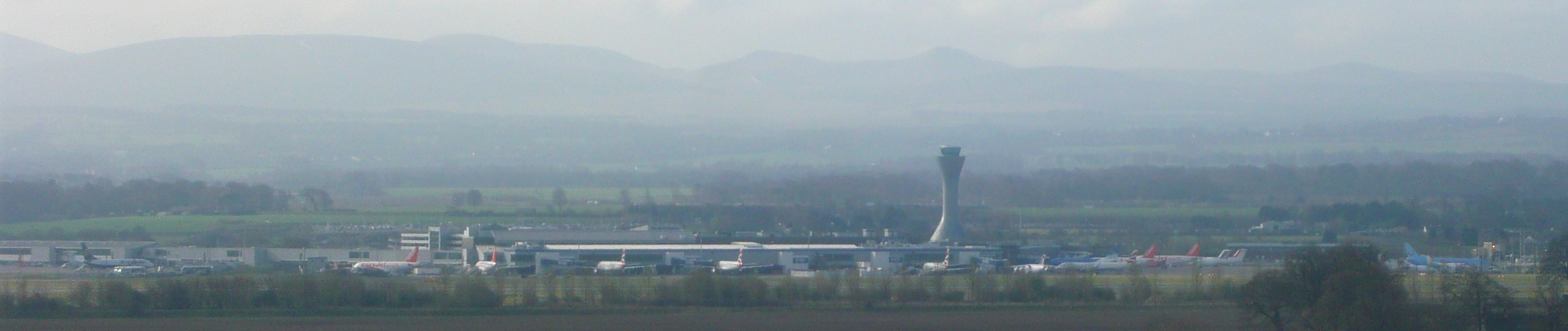
4月15日、エディンバラ空港に留められた多数の飛行機。

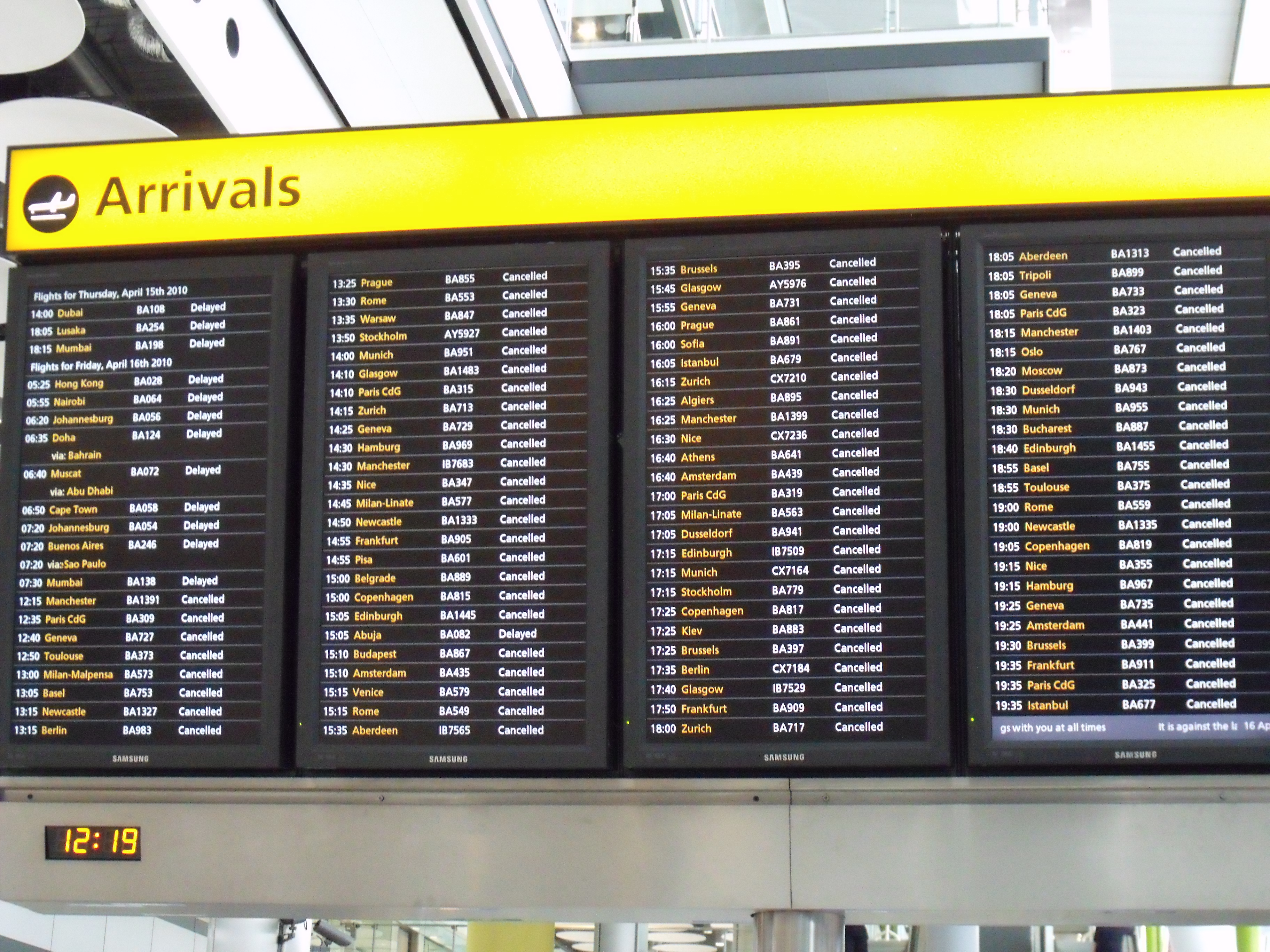
4月16日、ロンドン・ヒースロー空港のTerminal 5にある到着便案内板。「Cancelled（欠航）」の表示が並ぶ。

### 航空便への影響
航空便が発着するヨーロッパ各国では、領空が封鎖され、全ての空港が閉鎖される地域と、部分的にフライトを認め、空港も一部運行している地域に分かれた。これにより航空網に世界的に混乱が生じ、観光・物流・各種イベントなどにも影響が波及していった。
航空便に乗れない乗客が、世界中の空港ターミナルビルで寝泊まりしており、使える空港を求めて、南ヨーロッパに陸路で向かう旅行者や代替交通手段を使おうとする旅行者などで、ヨーロッパ各地の鉄道やフェリーも混乱した。
ヨーロッパでは、2010年4月17日だけで1万6000便、4月18日には2万便が欠航となり、4月15日からの飛行制限は約6万3000便となった。国際航空運送協会によると、航空会社の損失は1日あたり2億ドル（日本円換算約180億円）（1万6000便として）であるという。
世界気象機関（WMO）は、4月16日の会見で「数週間にわたり火山灰は大気中を漂い、火山の噴火が終わるまで飛行の再開のメドは立たない」と述べ、事態の長期化を示唆した。英国気象庁は「火山灰はあと1週間英国上空に留まるだろう」と述べた。しかしエールフランスKLMとルフトハンザが試験飛行にも成功したことから、飛行再開への希望が出てきた。
4月19日に、欧州連合はテレビ会議による緊急運輸相理事会を開き、20日朝（現地時間）からの航空路の段階的再開を決定した。しかし噴火の見通しがはっきりしないことと、NATOのF-16戦闘機のエンジンにガラス状の灰が付着していたことから、具体的な計画は未定で、楽観は許されなかった。
各国のメディアは、9.11アメリカ同時多発テロ事件時を上回る航空業界への影響や、第二次世界大戦後で最大規模の航空便の停止という表現で、この噴火の被害の大きさを伝えている。航空業界のコンサルティング会社は、こうした全便欠航が3日間継続した場合の経済損失は10億ドルにも及ぶと推計しており、運航規制解除後も航空便のスケジュール回復に時間がかかるとしている。国際航空運送協会（IATA）は1日当たりの世界の航空業界の損失を1億4800万ユーロ（2億ドル）と推計した。

### 機体への影響
火山灰は飛行機の重要な計測器であるピトー管(対気速度計測装置)に詰まるおそれや、機体の表面に火山灰が付着し、飛行中における微妙な重量のバランス、および空力特性を狂わせるおそれがあるとされる。また火山灰は、マグマから発生するガラス質の粒子を含んでいる可能性があり、これがジェットエンジンの中に入った場合、飛行中にエンジンタービンの高温で溶け、エンジンに損傷を与えたり不調が生じるおそれがある。アメリカ当局は、2010年4月19日にNATO軍の戦闘機が火山灰の中を飛行したことにより、ジェットエンジンがダメージを受けたという発表を行い、エンジン内部にガラスの形成が見られたとしている。
ジェットエンジンに、火山灰が入り込むことによって起きた事故としては、1982年6月24日にインドネシア上空を飛行した、ブリティッシュ・エアウェイズ9便でボーイング747の4機ある全エンジンが停止した事故がある。

### 国際政治への影響
ポーランド空軍Tu-154墜落事故で亡くなったポーランドのレフ・カチンスキ大統領の国葬が2010年4月18日に行われたがこの噴火の影響によりアメリカのバラク・オバマ大統領、フランスのニコラ・サルコジ大統領、日本の江田五月参議院議長などが参加を取りやめた。

### 経済活動への影響
空域閉鎖に伴い、ヨーロッパ内およびヨーロッパと他地域との間での航空機による物資の輸送が不可能になった。このため、世界各国で生産活動に必要な材料や製造物、生鮮食品等の流通が滞り、経済活動に大きな影響が出た。
このうち、日本を含むアジアの状況を述べる。日本では、日産自動車が部品の供給が中断したことにより、2010年4月21日に日本での3モデルの製造中止を発表した。2つの工場では2,000台の車両の製造が停止した。中国の広東省の工場では、衣類や宝石類の航空便による出荷が延期された。韓国では、サムスン電子とLGエレクトロニクスが、電子機器の製品の輸出において毎日20%以上を空輸することができなかった。さらに香港工業總會(英語: Federation of Hong Kong Industries)は、香港のホテルとレストランでヨーロッパ産商品の不足に直面していると発表した。
5月20日には、日本のジャガー・ランドローバー・ジャパンが、自動車「ジャガー・XJ」の生産に必要な機材がイギリスから空輸できないことを理由に、車の発売を6月に延期することを発表している。

### スポーツへの影響
空域閉鎖による輸送の問題は、スポーツにも影響を及ぼした。
オートバイのロードレース世界選手権（MotoGP）・日本グランプリは、当初4月23日 - 25日の期間で開催予定だったが、レース用の機材の大半は日本に到着していたものの、ライダーやチーム関係者の多くが来日困難となったため、10月1日 - 3日に延期された。同年のスーパーバイク世界選手権にスポット参戦する予定だったヨシムラジャパンも、機材輸送が困難であることから、参戦計画の変更を余儀なくされている。
それ以外にも、サッカー・UEFA女子チャンピオンズリーグの準決勝第2戦・ウメアIK対リヨン戦が、チームの渡航が困難となったため延期されるなど、広範囲に影響が及んだ。

## 運航緩和
広範囲の飛行禁止空域指定の結果、航空業界は国際航空運送協会（IATA）推計で「1日あたり2億USドル（当時レートで約184億円）超の減収」と示すほどの打撃を受ける。欧州航空会社協会（AEA）と国際空港評議会（ACI）ヨーロッパ部会は、4月17日と同月18日に行われた航空会社の試験飛行で異常が見られなかったことから、4月18日にヨーロッパの航空規制は過剰だとして欧州航空航法安全機構（ユーロコントロール、Eurocontrol）などヨーロッパや各国の航空当局へ規制の緩和を訴えた。
航空業界の運航緩和の要請を受けて4月19日には欧州連合各国の運輸・交通大臣がビデオ会議を行い、4月20日午前8時（現地時間）から運航規制を緩和することとした。それまでは衛星で火山灰の拡散空域を確認したうえで、汚染空域の全域を飛行禁止空域にしていたが、緩和後は火山灰濃度の高い空域を飛行禁止空域、火山灰濃度の低い空域を運航許可空域として部分的に航空便の再開を認めることとした。

## 火山灰の雲の地図
以下の地図は、交通麻痺の期間における火山灰の雲の推移を表すものである。
最新の予報はLondon Volcanic Ash Advisory Centre のウェブサイト（イギリス気象庁、英国）で更新されている。

4月15日 18:00 GMT 時点での推定された火山灰の雲。
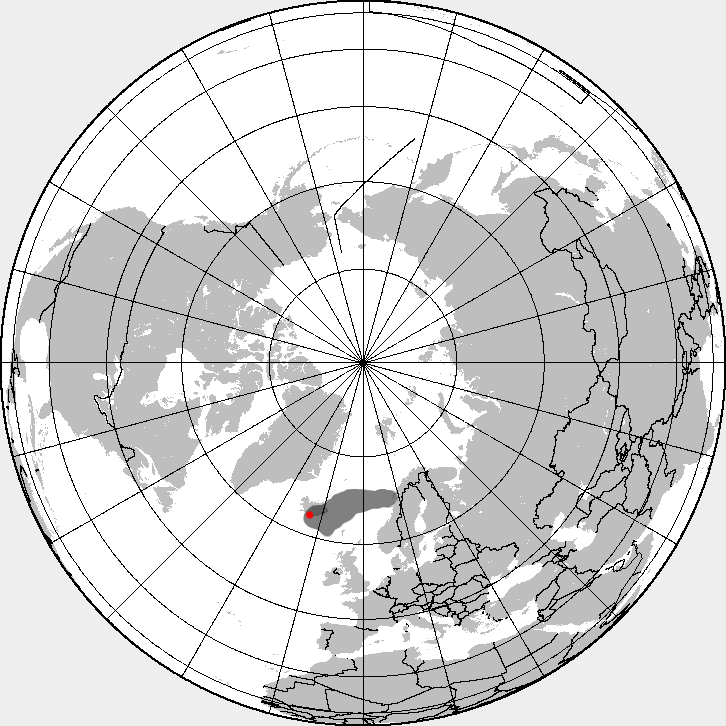
2010年4月14日 18:00 UTC 時点の火山灰の雲の推定による描写。
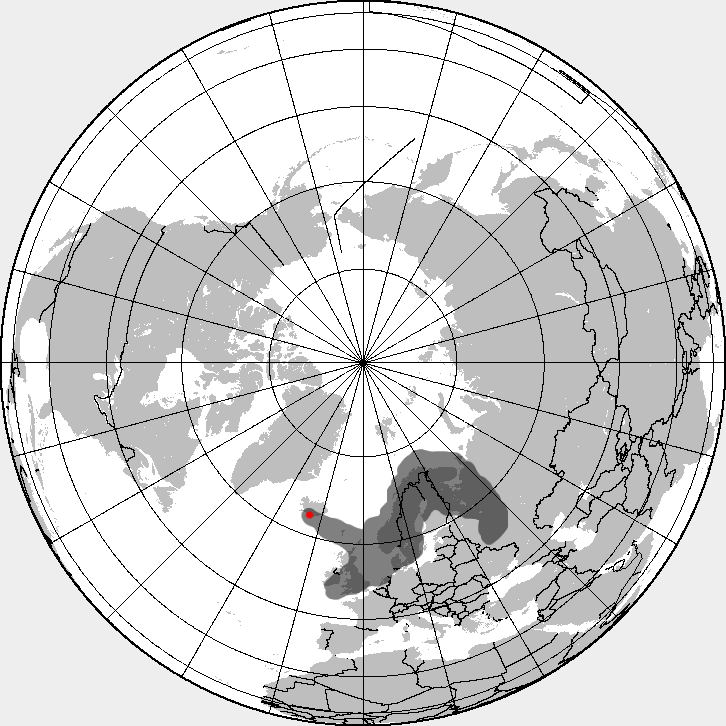
2010年4月15日 18:00 UTC 時点の火山灰の雲の推定による描写。
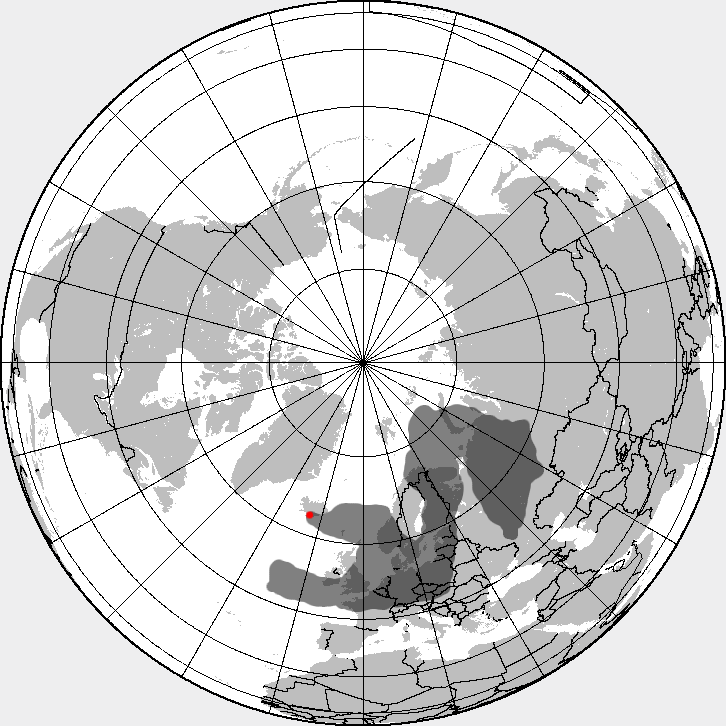
2010年4月16日 18:00 UTC 時点の火山灰の雲の推定による描写。
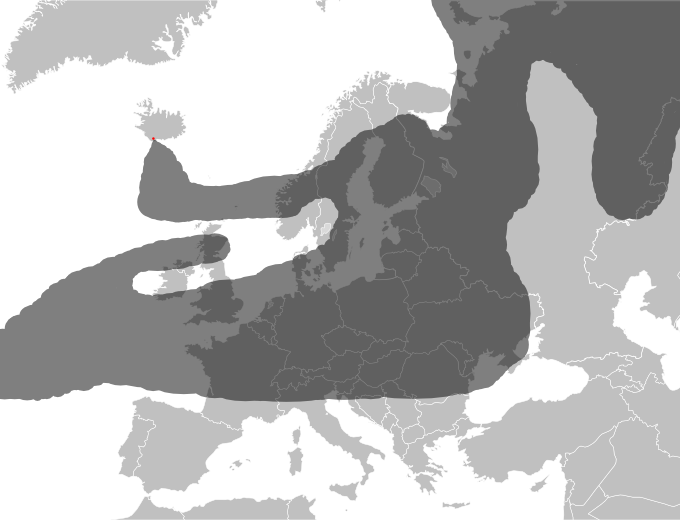
2010年4月17日 18:00 UTC 時点の火山灰の雲の推定による描写。
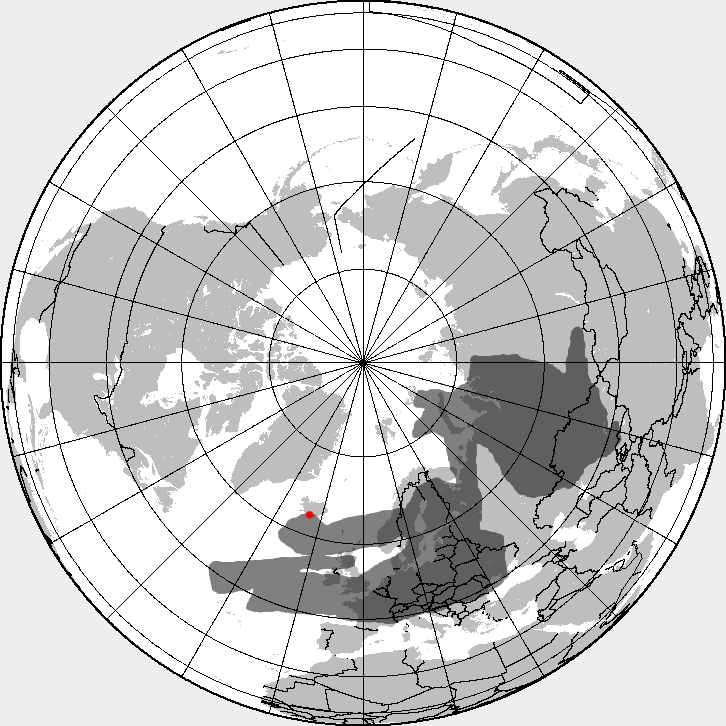
2010年4月17日 18:00 UTC 時点の火山灰の雲のほぼ正確な描写。
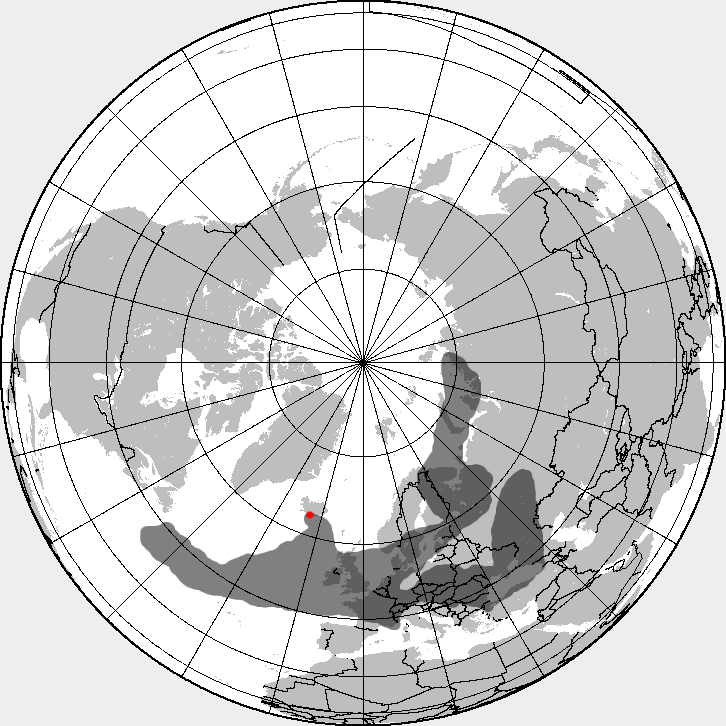
2010年4月18日 18:00 UTC 時点の火山灰の雲のほぼ正確な描写。.
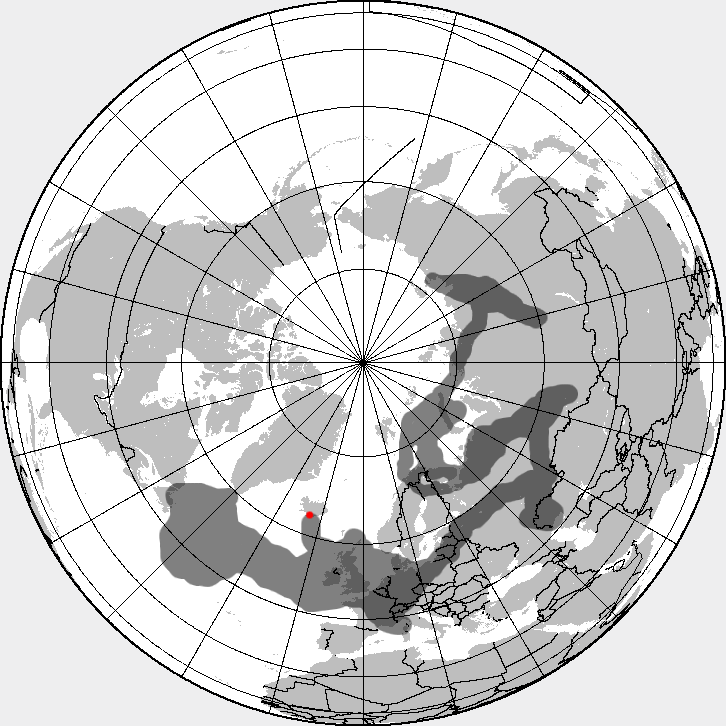
2010年4月19日 18:00 UTC 時点の火山灰の雲のほぼ正確な描写。
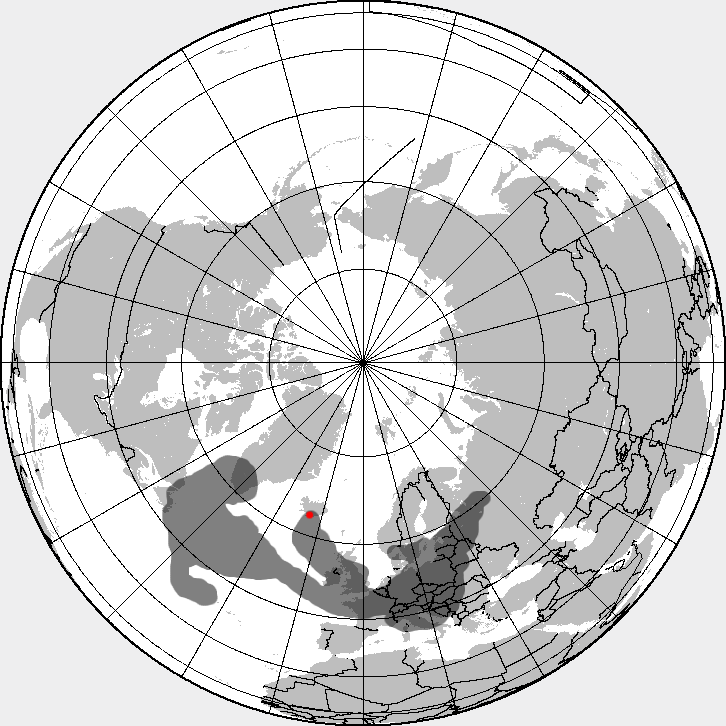
2010年4月20日 18:00 UTC 時点の火山灰の雲のほぼ正確な描写。
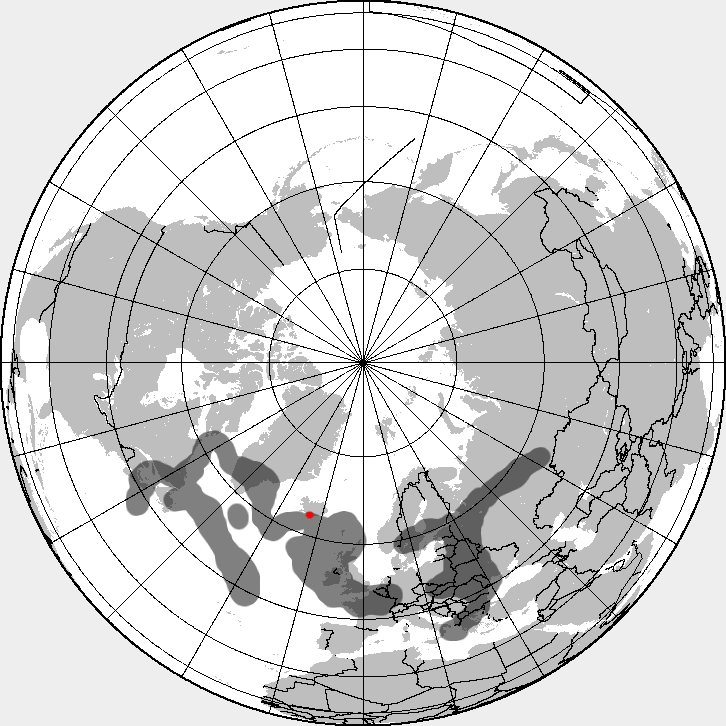
2010年4月21日 18:00 UTC 時点の火山灰の雲のほぼ正確な描写。
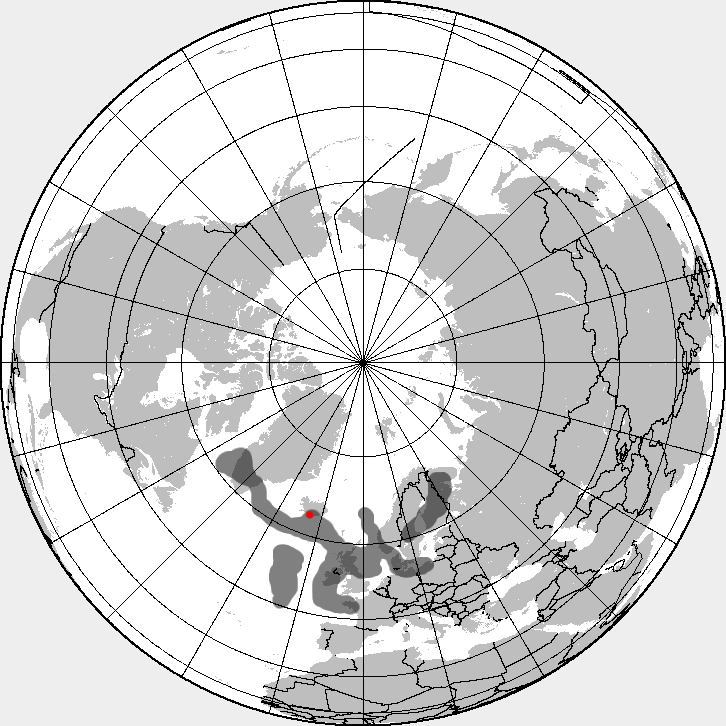
2010年4月22日 18:00 UTC 時点の火山灰の雲のほぼ正確な描写。
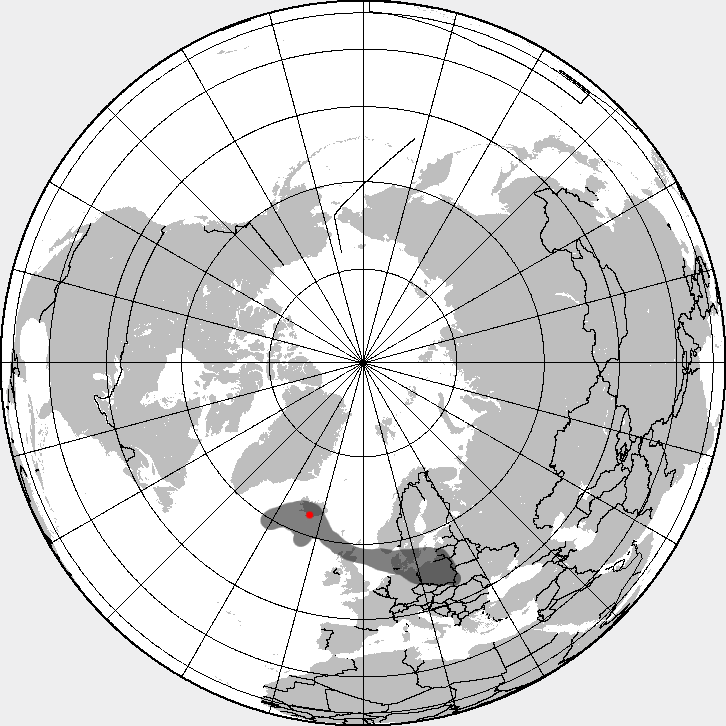
2010年4月23日 18:00 UTC 時点の火山灰の雲のほぼ正確な描写。
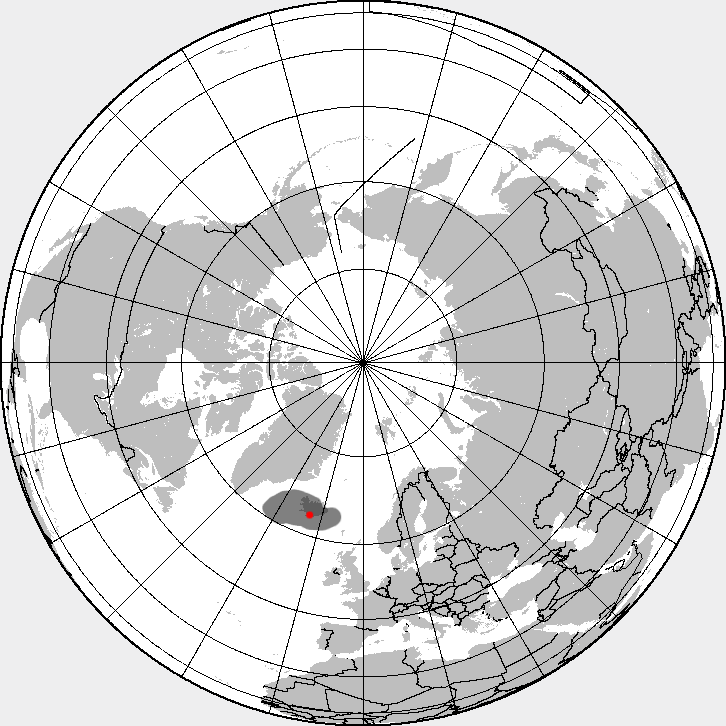
2010年4月24日 18:00 UTC 時点の火山灰の雲のほぼ正確な描写。
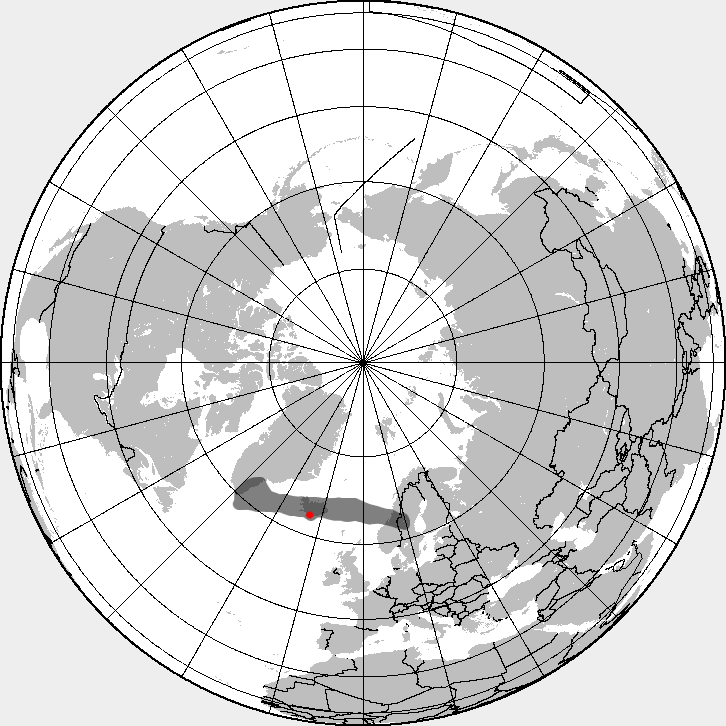
2010年4月25日 18:00 UTC 時点の火山灰の雲のほぼ正確な描写。
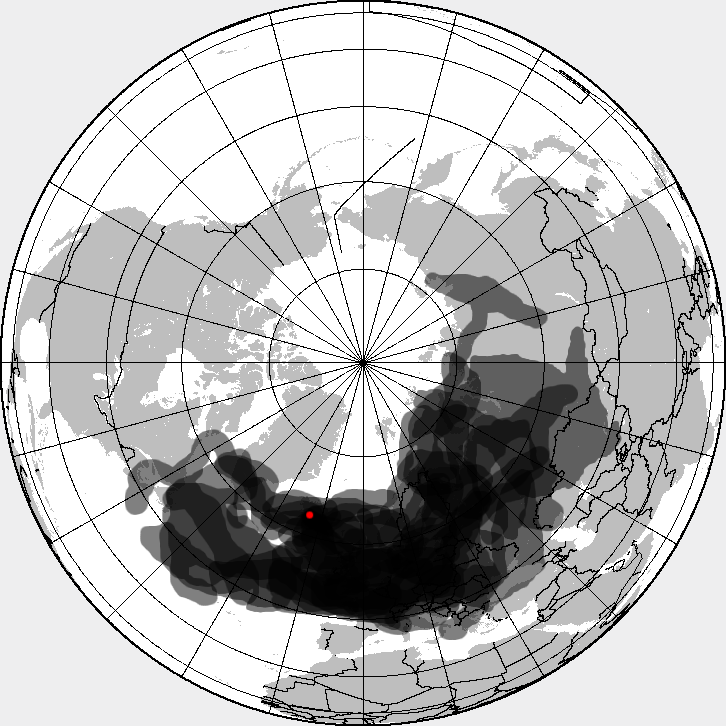
2010年4月14日-25日にわたる火山灰の雲の合成地図。